# Olympische Sommerspiele 1948/Rudern
Bei den XIV. Olympischen Spielen 1948 wurden sieben Wettbewerbe im Rudern ausgetragen. Wie schon bei den Olympischen Sommerspielen 1908 fanden die Wettbewerbe auf der traditionsreichen Strecke der Henley Royal Regatta bei Henley-on-Thames statt, rund 60 Kilometer westlich des Stadtzentrums von London. Zwischen dem 5. und dem 9. August 1948 traten insgesamt 310 männliche Athleten aus 27 Nationen an.
Die erfolgreichste Nation war der Gastgeber Großbritannien, dessen Boote zwei der sieben Wettbewerbe gewannen und sich darüber hinaus eine Silbermedaille sicherten. Dahinter folgten die Vereinigten Staaten mit zwei Goldmedaillen und einer Bronzemedaille. Jeweils ein Olympiasieg gelang Booten aus Australien, Dänemark und Italien, wobei die dänische und die italienische Mannschaft auch jeweils mehrere Silber- und Bronzemedaillen gewann.

## Bilanz

### Medaillenspiegel
| Platz | Land               | Gold | Silber | Bronze | Gesamt |
| ----- | ------------------ | ---- | ------ | ------ | ------ |
| 1     | Großbritannien     | 2    | 1      | –      | 3      |
| 2     | Vereinigte Staaten | 2    | –      | 1      | 3      |
| 3     | Dänemark           | 1    | 2      | 1      | 4      |
| 4     | Italien            | 1    | 1      | 2      | 4      |
| 5     | Australien         | 1    | –      | –      | 1      |
| 6     | Schweiz            | –    | 2      | –      | 2      |
| 7     | Uruguay            | –    | 1      | 1      | 2      |
| 8     | Norwegen           | –    | –      | 1      | 1      |
| 8     | Ungarn             | –    | –      | 1      | 1      |

### Medaillengewinner
| Konkurrenz             | Gold | Silber | Bronze |
| ---------------------- | --- | --- | --- |
| Einer                  | Mervyn Wood | Eduardo Risso | Romolo Catasta |
| Doppelzweier           | Großbritannien Richard Burnell Bertram Bushnell                                                                                       | Dänemark Ebbe Parsner Aage Larsen | Uruguay William Jones Juan Rodríguez |
| Zweier ohne Steuermann | Großbritannien John Wilson Ran Laurie                                                                                                 | Schweiz Hans Kalt Josef Kalt | Italien Felice Fanetti Bruno Boni |
| Zweier mit Steuermann  | Dänemark Finn Pedersen Tage Henriksen Carl-Ebbe Andersen                                                                              | Italien Giovanni Steffè Aldo Tarlao Alberto Radi | Ungarn Antal Szendey Béla Zsitnik Róbert Zimonyi                                                                                                 |
| Vierer ohne Steuermann | Italien Giuseppe Moioli Elio Morille Giovanni Invernizzi Franco Faggi                                                                 | Dänemark Helge Halkjær Aksel Bonde Helge Muxoll Schrøder Ib Storm Larsen                                                                            | Vereinigte Staaten Frederick Kingsbury Stuart Griffing Gregory Gates Robert Perew                                                                |
| Vierer mit Steuermann  | Vereinigte Staaten Warren Westlund Robert Martin Bob Will Gordon Giovanelli Allen Morgan                                              | Schweiz Rudolf Reichling Erich Schriever Émile Knecht Pierre Stebler André Moccand                                                                  | Dänemark Erik Larsen Børge Raahauge Nielsen Henry Larsen Harry Knudsen Ib Olsen                                                                  |
| Achter                 | Vereinigte Staaten Ian Turner David Turner James Hardy George Ahlgren Lloyd Butler David Brown Justus Smith John Stack Ralph Purchase | Großbritannien Christopher Barton Michael Lapage Guy Richardson Ernest Bircher Paul Massey Charles Lloyd David Meyrick Alfred Mellows Jack Dearlove | Norwegen Kristoffer Lepsøe Thorstein Kråkenes Hans Hansen Halfdan Gran-Olsen Harald Kråkenes Leif Næss Thor Pedersen Carl Monssen Sigurd Monssen |

## Ergebnisse

### Einer
| Platz | Land | Sportler           | Zeit (min)             |
| ----- | ---- | ------------------ | ---------------------- |
| 1     | AUS  | Mervyn Wood        | 7:24,4                 |
| 2     | URU  | Eduardo Risso      | 7:38,2                 |
| 3     | ITA  | Romolo Catasta     | 7:51,4                 |
| 4     | USA  | Jack Kelly         | 8:09,7 (im Halbfinale) |
| 5     | ARG  | Tranquilo Cappozzo | 8:12,6 (im Halbfinale) |
| 6     | FRA  | Jean Séphériadès   | 8:17,1 (im Halbfinale) |
| 7     | GBR  | Antony Rowe        | 8:22,8 (im Halbfinale) |
| 8     | RSA  | Ian Stephen        | DNS (im Halbfinale)    |

### Doppelzweier
| Platz | Land | Sportler                           | Zeit (min)                |
| ----- | ---- | ---------------------------------- | ------------------------- |
| 1     | GBR  | Richard Burnell Bertram Bushnell   | 6:51,3                    |
| 2     | DEN  | Ebbe Parsner Aage Larsen           | 6:55,3                    |
| 3     | URU  | William Jones Juan Rodríguez       | 7:12,4                    |
| 4     | ITA  | Mario Ustolin Francesco Dapiran    | 7:58,2 (im Halbfinale)    |
| 5     | USA  | Joe Angyal Arthur Gallagher        | 8:07,3 (im Halbfinale)    |
| 6     | BEL  | Ben Piessens Willy Collet          | 8:17,2 (im Halbfinale)    |
| 7     | FRA  | Jacques Maillet Christian Guilbert | 8:33,2 (im Halbfinale)    |
| 8     | SUI  | Maurice Gueissaz Maurice Matthey   | 7:00,2 (im Hoffnungslauf) |

### Zweier ohne Steuermann
| Platz | Land | Sportler                     | Zeit (min)                |
| ----- | ---- | ---------------------------- | ------------------------- |
| 1     | GBR  | John Wilson Ran Laurie       | 7:21,1                    |
| 2     | SUI  | Hans Kalt Josef Kalt         | 7:23,9                    |
| 3     | ITA  | Felice Fanetti Bruno Boni    | 7:31,5                    |
| 4     | DEN  | Jørn Snogdahl Søren Jensen   | 7:54,3 (im Halbfinale)    |
| 5     | AUS  | Spencer Grace Ted Bromley    | 7:54,5 (im Halbfinale)    |
| 6     | AUT  | Gerhard Watzke Kurt Watzke   | 8:03,1 (im Halbfinale)    |
| 7     | BRA  | Pércio Zancani Paulo Diebold | 8:18,6 (im Halbfinale)    |
| 8     | USA  | John Wade Ralph Stephan      | 7:30,5 (im Hoffnungslauf) |

### Zweier mit Steuermann
| Platz | Land | Sportler                                                                               | Zeit (min)                |
| ----- | ---- | -------------------------------------------------------------------------------------- | ------------------------- |
| 1     | DEN  | Finn Pedersen Tage Henriksen Carl-Ebbe Andersen (Stm.)                                 | 8:00,5                    |
| 2     | ITA  | Giovanni Steffè Aldo Tarlao Alberto Radi (Stm.)                                        | 8:12,2                    |
| 3     | HUN  | Antal Szendey Béla Zsitnik Róbert Zimonyi (Stm.)                                       | 8:25,2                    |
| 4     | YUG  | Vladeta Ristić Marko Horvatin Duško Ðorđević (Stm. im Vf.) Predrag Sarić (Stm. im Hf.) | 8:07,9 (im Halbfinale)    |
| 5     | FRA  | Ampelio Sartor Aristide Sartor Roger Crezen (Stm.)                                     | 8:14,9 (im Halbfinale)    |
| 6     | ARG  | Pedro Towers Ramón Porcel Juan Parker (Stm.)                                           | 8:27,7 (im Halbfinale)    |
| 7     | GBR  | Mark Scott Howard James David Walker (Stm.)                                            | 8:01,7 (im Hoffnungslauf) |
| 8     | USA  | Vincent Deeney Joseph Toland John McIntyre (Stm.)                                      | 8:09,2 (im Hoffnungslauf) |

### Vierer ohne Steuermann
| Platz | Land | Sportler                                                        | Zeit (min)                |
| ----- | ---- | --------------------------------------------------------------- | ------------------------- |
| 1     | ITA  | Giuseppe Moioli Elio Morille Giovanni Invernizzi Franco Faggi   | 6:39,0                    |
| 2     | DEN  | Helge Halkjær Aksel Bonde Helge Muxoll Schrøder Ib Storm Larsen | 6:43,5                    |
| 3     | USA  | Frederick Kingsbury Stuart Griffing Gregory Gates Robert Perew  | 6:47,7                    |
| 4     | GBR  | Peter Kirkpatrick Hank Rushmere Tom Christie Tony Butcher       | 7:16,3 (im Halbfinale)    |
| 5     | NED  | Hein van Suylekom Sietze Haarsma Han Dekker Han van den Berg    | 7:32,0 (im Halbfinale)    |
| 6     | RSA  | Edgar Ramsay Austin Ikin Des Mayberry Claude Kietzman           | 7:57,2 (im Halbfinale)    |
| 7     | TCH  | Václav Roubík Josef Kalaš Josef Schejbal Jiří Vaněk             | 6:41,7 (im Hoffnungslauf) |
| 8     | ARG  | Julio Curatella Alberto Madero Óscar Zolezzi Óscar Almirón      | 6:50,9 (im Hoffnungslauf) |

### Vierer mit Steuermann

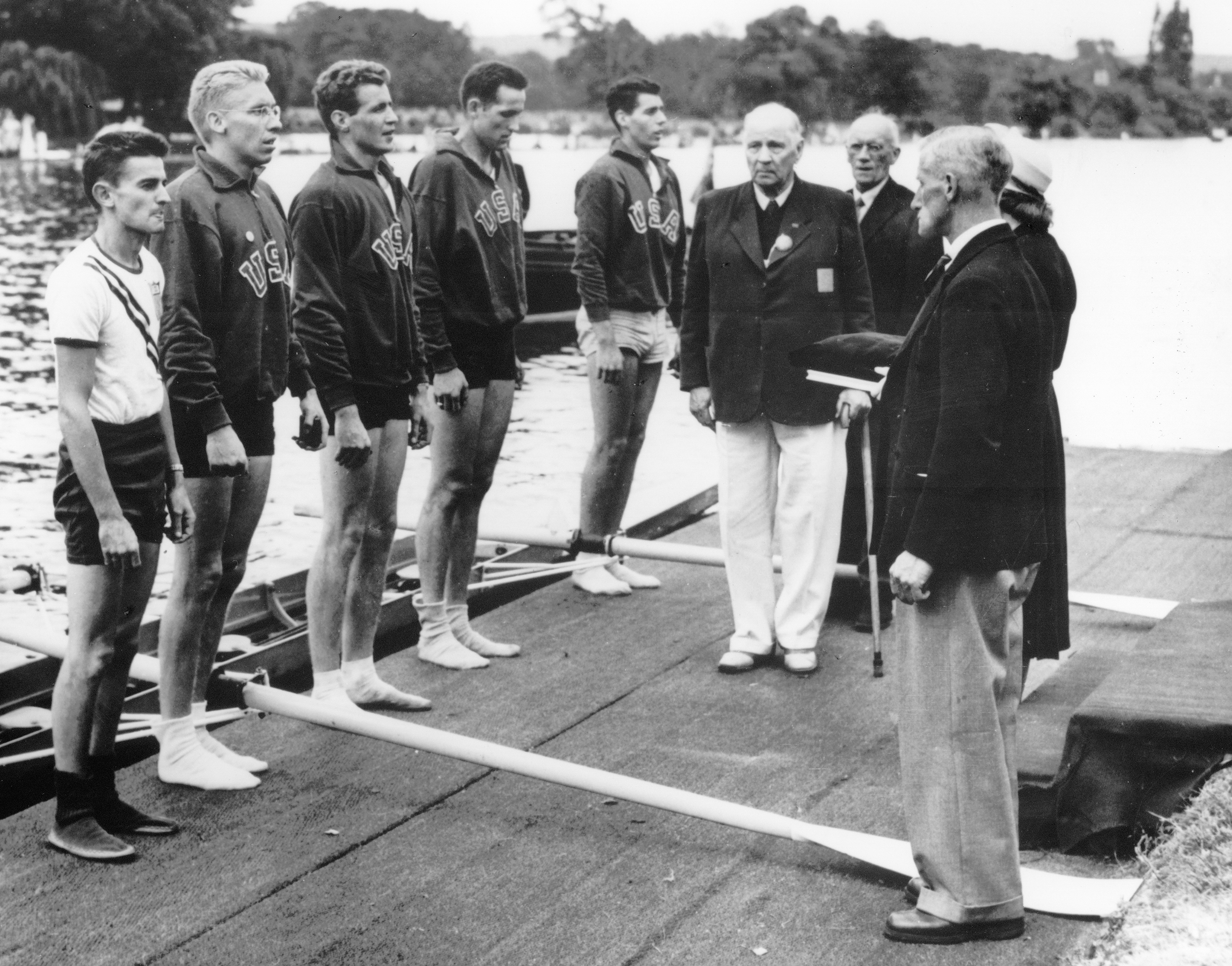
Der siegreiche amerikanische Vierer

| Platz | Land | Sportler                                                                                   | Zeit (min)                |
| ----- | ---- | ------------------------------------------------------------------------------------------ | ------------------------- |
| 1     | USA  | Warren Westlund Robert Martin Bob Will Gordon Giovanelli Allen Morgan (Stm.)               | 6:50,3                    |
| 2     | SUI  | Rudolf Reichling Erich Schriever Émile Knecht Pierre Stebler André Moccand (Stm.)          | 6:53,3                    |
| 3     | DEN  | Erik Larsen Børge Raahauge Nielsen Henry Larsen Harry Knudsen Ib Olsen (Stm.)              | 6:58,6                    |
| 4     | FRA  | Jean-Paul Pieddeloup René Lotti Gaston Maquat Jean-Pierre Souche Marcel Boigegrain (Stm.)  | 7:28,9 (im Halbfinale)    |
| 5     | ITA  | Domenico Cambieri Riccardo Cerutti Francesco Gotti Renato Macario Reginaldo Polloni (Stm.) | 7:32,8 (im Halbfinale)    |
| 6     | HUN  | Miklós Zágon Lajos Nagy József Sátori Tibor Nádas Robert Zimonyi (Stm.)                    | 7:46,1 (im Halbfinale)    |
| 7     | POR  | António Torres Delfim José da Silva José Joaquim Cancela José do Seixo Leonel Rêgo (Stm.)  | 7:28,5 (im Viertelfinale) |
| 8     | NOR  | Arne Serck-Hanssen Gunnar Sandborg Sigurd Grønli Willy Evensen Thoralf Sandaker (Stm.)     | 7:34,7 (im Viertelfinale) |

### Achter
| Platz | Land | Sportler | Zeit (min)                |
| ----- | ---- | --- | ------------------------- |
| 1     | USA  | Ian Turner, David Turner, James Hardy, George Ahlgren, Lloyd Butler, David Brown, Justus Smith, John Stack, Ralph Purchase (Stm.)                                | 5:56,7                    |
| 2     | GBR  | Christopher Barton, Michael Lapage, Guy Richardson, Ernest Bircher, Paul Massey, Charles Lloyd, David Meyrick, Alfred Mellows, Jack Dearlove (Stm.)              | 6:06,9                    |
| 3     | NOR  | Kristoffer Lepsøe, Thorstein Kråkenes, Hans Hansen, Halfdan Gran-Olsen, Harald Kråkenes, Leif Næss, Thor Pedersen, Carl Monssen, Sigurd Monssen (Stm.)           | 6:10,3                    |
| 4     | CAN  | Peter Green, Robert Christmas, Art Griffiths, Alfred Stefani, Marvin Hammond, Jack Zwirewich, Bill McConnell, Ron Cameron, Walt Robertson (Stm.)                 | 6:44,1 (im Halbfinale)    |
| 5     | POR  | Felisberto Fortes, Albino Simões Neto, Carlos Roque, João de Sousa, João Alberto Lemos, Carlos da Benta, José Machado, Ricardo da Benta, Luís Machado (Stm.)     | 6:49,9 (im Halbfinale)    |
| 6     | ITA  | Angelo Fioretti, Mario Acchini, Fortunato Maninetti, Bonifacio De Bortoli, Enrico Ruberti, Pietro Sessa, Ezio Acchini, Luigi Gandini, Alessandro Bardelli (Stm.) | 6:52,1 (im Halbfinale)    |
| 7     | SUI  | Otto Burri, Fredy Schultheiss, Franz Starkl, Hans Schultheiss, Arnold Amstutz, Moritz Grand, Peter Gübeli, Eugen Vollmar, Otto Vonlaufen (Stm.)                  | 7:03,0 (im Halbfinale)    |
| 8     | DEN  | Jarl Emcken, Børge Hougaard, Poul Korup, Holger Larsen, Ib Nielsen, Niels Rasmussen, Gerhardt Sørensen, Niels Wamberg, Charles Willumsen (Stm.)                  | 6:09,4 (im Hoffnungslauf) |